# Copa Brasil Central de Rugby
A Copa Brasil Central de Rugby, também conhecida como Pequi Nations, é uma competição de Rugby Union masculino, que envolve equipes da região Região Centro-Oeste do Brasil, na segunda edição contou com times convidados do estado de Minas Gerais.

## História
A Copa Brasil Central de Rugby foi criada em 2009 pelos clubes do Campo Grande Rugby Clube, Brasília Rugby e Goiânia Rugby Clube. Na primeira edição, as equipes se enfrentaram em turno e returno, com o time conquistando a competição ao somar mais pontos. Neste mesmo ano, as partidas foram realizadas no formato 13-a-side (13 jogadores por time), tendo eventualmente partidas no formato Rugby Union (15 jogadores por time). O Brasília Rugby sagrou-se campeão, o Goiânia Rugby foi o segundo colocado e o Campo Grande Rugby ficou na terceira posição. Em 2010 além dos três primeiros, participaram o Cuiabá Rugby Clube, Uberlândia Rugby Clube e Uberlândia Rugby Leopardos. Já em 2014, teve a participação de mais clubes, está edição foi dividida em dois Grupos, o Pantanal e o Cerrado, sendo que seus campeões se enfrentando na final em dois jogos, de ida e volta. E em 2015 contará com participação de mais clubes que a edição anterior, a Taça Pequi Nations, será o vencedor da Taça Pantanal (MS, MT e RO) x o vencedor da Taça Cerrado (DF, GO e TO), em dois jogos, de ida e volta.
A competição é apelidada de Pequi Nations devido um jogo de palavras envolvendo o pequi, um tradicional fruto da região Centro-Oeste do Brasil, e Nations, com alusão ao Six Nations, tradicional competição que envolve seleções nacionais europeias.

## Edições
| Ano  | Campeão              | Vice                     | 3º Lugar                 |
| ---- | -------------------- | ------------------------ | ------------------------ |
| 2009 | Brasília Rugby       | Goiânia Rugby Clube      | Campo Grande Rugby Clube |
| 2010 | Goiânia Rugby Clube  | Campo Grande Rugby Clube | Brasília Rugby           |
| 2011 | Goiânia Rugby Clube  | Campo Grande Rugby Clube | Brasília Rugby           |
| 2012 | Goianos Rugby Clube  | Campo Grande Rugby Clube | Brasília Rugby           |
| 2013 | Goianos Rugby Clube  | Cuiabá Rugby Clube       | Brasília Rugby           |
| 2014 | Goianos Rugby Clube  | Cuiabá Rugby Clube       | Campo Grande Rugby Clube |
| 2015 | Goianos Rugby Clube  |                          |                          |
| 2016 | Rugby Sem Fronteiras | Primavera Rugby Clube    | NA                       |
| 2017 | Rugby Sem Fronteiras | Cuiabá Rugby Clube       | NA                       |
| 2018 | Rugby Sem Fronteiras | Cuiabá Rugby Clube       |                          |

## Número de títulos por clubes
| Equipe               | Cidade   | Títulos (último) | 2º Lugar (último) |
| -------------------- | -------- | ---------------- | ----------------- |
| Goianos RC           | Goiânia  | 5 (2014)         | 1 (2009)          |
| Brasília Rugby       | Brasília | 1 (2009)         | 0                 |
| Rugby Sem Fronteiras | Brasília | 3 (2018)         | 0                 |

## Clubes que participaram
| Equipe                                                              | Participação | Cidade             | Estado |
| ------------------------------------------------------------------- | ------------ | ------------------ | ------ |
| Brasília Rugby (antigo Brasília Rugby Clube e Rugby Sem Fronteiras) | Desde 2009   | Brasília           |        |
| Campo Grande Rugby Clube                                            | Desde 2009   | Campo Grande       |        |
| Cuiabá Rugby Clube                                                  | Desde 2010   | Cuiabá             |        |
| Dourados Rugby                                                      | Desde 2015   | Dourados           |        |
| Gigantes Itumbiara Rugby                                            | Desde 2015   | Itumbiara          |        |
| Goianos Rugby Clube (antigo Goiânia Rugby Clube)                    | Desde 2009   | Goiânia            |        |
| Guaicurus Três Lagoas Rugby Clube                                   | Desde 2014   | Três Lagoas        |        |
| Palmas Rugby Clube                                                  | Desde 2015   | Palmas             |        |
| Porto Velho Rugby                                                   | Somente 2015 | Porto Velho        |        |
| Primavera Rugby Clube                                               | Desde 2014   | Primavera do Leste |        |
| Rugby Sem Fronteiras                                                | Desde 2013   | Sobradinho         |        |
| Uberlândia Rugby Clube                                              | Somente 2010 | Uberlândia         |        |
| Uberlândia Rugby Leopardos                                          | Somente 2010 | Uberlândia         |        |